# Indur
Indur (arab. إندور) – nieistniejąca już arabska wieś, która była położona w Dystrykcie Nazaretu w Mandacie Palestyny. Wieś została wyludniona i zniszczona podczas I wojny izraelsko-arabskiej, po ataku żydowskich sił Hagany w dniu 24 maja 1948 roku.

## Położenie
Indur leżała na północno-wschodnich zboczach masywu góry More w Dolnej Galilei. Według danych z 1945 do wsi należały ziemie o powierzchni 1244,4 ha. We wsi mieszkało wówczas 620 osób.
| Własność gruntów | Powierzchnia gruntów [ha] |
| ---------------- | ------------------------- |
| Arabowie         | 1041,4                    |
| Żydzi            | 0                         |
| publiczne        | 203                       |
| Razem            | 1244,4                    |

| Rodzaj użytkowanych gruntów | Arabowie (hektary) |
| --------------------------- | ------------------ |
| uprawy cytrusów             | 24                 |
| uprawy oliwek               | 18                 |
| uprawy nawadniane           | 39,4               |
| uprawy zbóż                 | 1006,1             |
| nieużytki                   | 193,6              |
| zabudowane                  | 2,9                |

## Historia
Miejsce to jest utożsamiane z lokalizacją biblijnego miasta Endor.
Nie jest znana data powstania arabskiej wioski Indur, wiadomo jednak, że jest ona wymieniona w tureckich księgach podatkowych w 1596 roku. Jej mieszkańcy płacili wtedy podatki z upraw pszenicy, jęczmienia, oliwek oraz hodowli kóz i pszczelarstwa. W wyniku I wojny światowej wieś wraz z całą Palestyną przeszła w 1918 roku pod panowanie Brytyjczyków. W 1922 roku utworzyli oni formalnie na tym obszarze Mandat Palestyny. Pochodził stąd szejk Tawfiq Ibrahim, jeden z przywódców arabskiego powstania w Palestynie (1936–1939). W okresie tym Indur była dużą wsią. We wsi znajdowała się szkoła podstawowa dla chłopców.

W poszukiwaniu skutecznego rozwiązania narastającego konfliktu izraelsko-arabskiego w dniu 29 listopada 1947 roku została przyjęta Rezolucja Zgromadzenia Ogólnego ONZ nr 181. Zakładała ona między innymi, że wieś Indur miał znaleźć się w granicach nowo utworzonego państwa żydowskiego. Arabowie odrzucili tę rezolucję i dzień później doprowadzili do wybuchu wojny domowej w Mandacie Palestyny. W trakcie jej trwania rejon wioski zajęły siły Arabskiej Armii Wyzwoleńczej, które sparaliżowały żydowską komunikację w całej okolicy. Z tego powodu, podczas I wojny izraelsko-arabskiej w dniu 24 maja 1948 roku izraelscy żołnierze zajęli, a następnie wysiedlili wieś Indur. Domy wioski zostały wyburzone.

## Miejsce obecnie
Obszar wioski Indur pozostaje opuszczony i znajduje się on w sąsiedztwie bazy wojskowej Na’ura. Tereny uprawne przejął utworzony w 1948 roku kibuc En Dor. Palestyński historyk Walid Chalidi, tak opisał pozostałości wioski al-Amki: „Na miejscu wsi stoi wiele częściowo zrujnowanych murów. Na terenach wiejskich rosną drzewa palmowe, figi i migdałowce. Okoliczne tereny płaskie są uprawiane przez Izraelczyków, a tereny pagórkowate służą jako pastwiska”.